# Kepolorejo
Kepolorejo is een bestuurslaag in het regentschap Magetan van de provincie Oost-Java, Indonesië. Kepolorejo telt 4965 inwoners (volkstelling 2010).